# Маккаби (баскетбольный клуб, Ришон-ле-Цион)
«Маккаби» Ришон ле-Цион (ивр. מכבי ראשון לציון‎) — израильский профессиональной баскетбольный клуб, базирующейся в Ришон ле-Цион в центральной Израиль. Клуб в настоящее время играет в Лигат Ха-Аль, высшем дивизионе израильского баскетбола.
Клуб был образован в 1976 году и достиг высшего дивизиона, где они остались, до 1988 году. Клуб занял четвёртое место по четыре раза.

## Достижения
- Финалист Кубка Израиля: 1992, 2012
- Финалист чемпионата Израиля: 1991, 2019

## Сезоны
| Сезон   | Лига         | Уровень | Рег. чемп. | Плей-офф  | Еврокубки                       |
| ------- | ------------ | ------- | ---------- | --------- | ------------------------------- |
| 2014-15 | Премьер-Лига | 1       | 6          | Полуфинал | -                               |
| 2015-16 | Премьер-Лига | 1       | -          | -         | Четвертьфинал Кубка ФИБА Европа |

## Известные игроки
- Деон Томас